# Kameralny Chór Misericordia
Kameralny Chór Misericordia (właściwie Kameralny Chór Misericordia Parafii pw. Miłosierdzia Bożego we Wrocławiu), kameralny chór mieszany.

## Historia
Kameralny Chór Misericordia powstał w 2007 roku z inicjatywy wrocławskiego dyrygenta Aleksandra Piechaczka (absolwent Akademii Muzycznej im. K. Lipińskiego we Wrocławiu w klasie dyrygentury chóralnej prof. Haliny Bobrowicz i w klasie dyrygentury symfonicznej prof. Marka Pijarowskiego). Chór działa przy parafii Miłosierdzia Bożego we Wrocławiu, w której uświetnia śpiewem liturgie oraz kościelne uroczystości. Poza tym chór od początku istnienia prowadzi działalność koncertową we Wrocławiu oraz w miejscowościach Dolnego Śląska. W 2010 r. zostało utworzone Stowarzyszenie Chóralne Misericordia, którego celem jest pomoc dyrygentowi w obrębie organizacji koncertów i obozów chóralnych. Co roku zespół organizuje obozy chóralne. W tym czasie jego członkowie integrują się oraz pracują nad repertuarem.

## Budowa zespołu
Misericordia jest zespołem amatorskim. Mogą występować w nim osoby, które wyrażą na to chęć, bez względu na wiek, zawód czy płeć. Chór, jak wiele innych chórów mieszanych, składa się z czterech głównych sekcji wokalnych – sopran, alt, tenor i bas. Każda z partii może śpiewać unisono, jak i być podzielona na kilka samodzielnych partii.

## Osiągnięcia i ważne wydarzenia

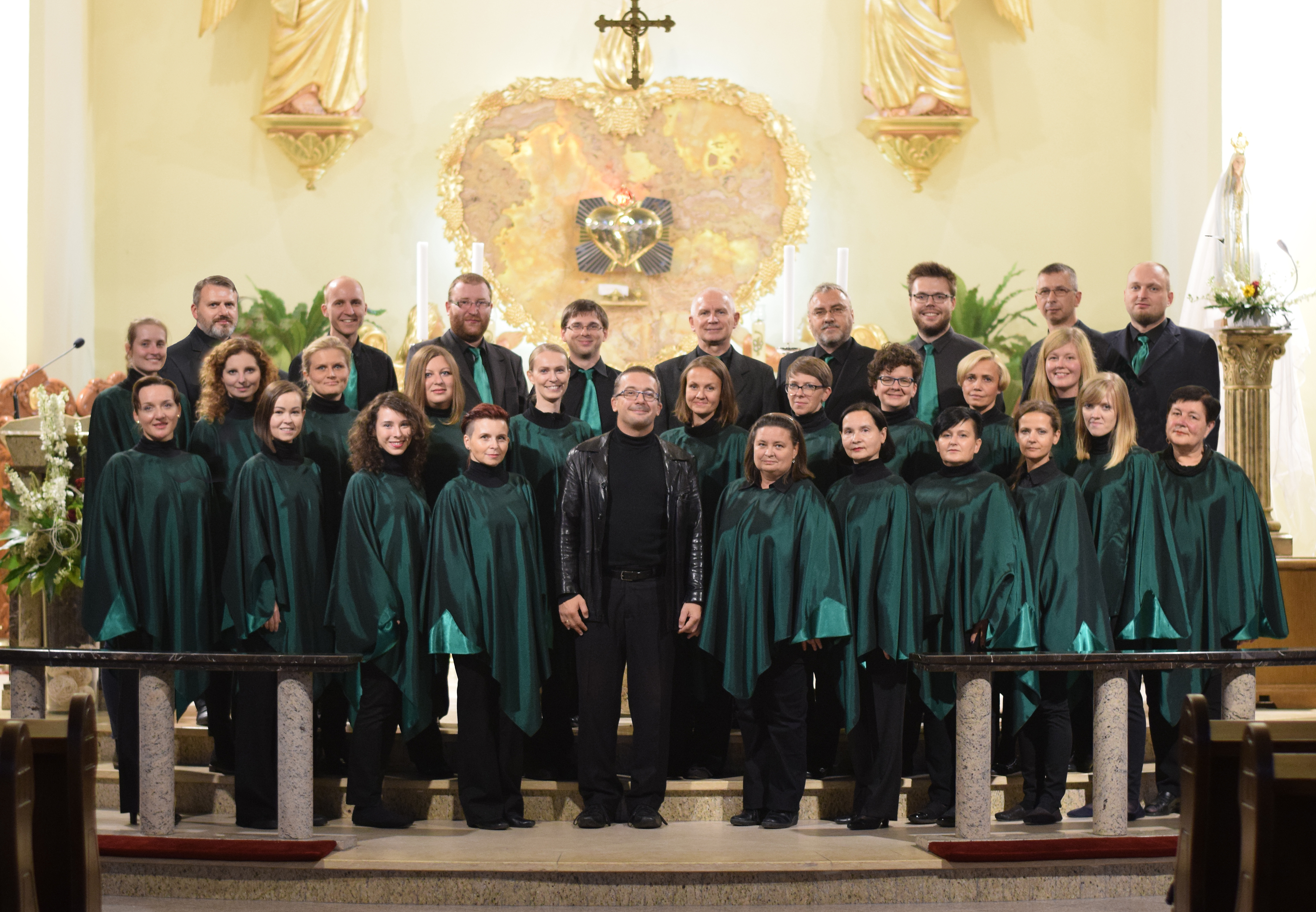
Kameralny Chór Misericordia

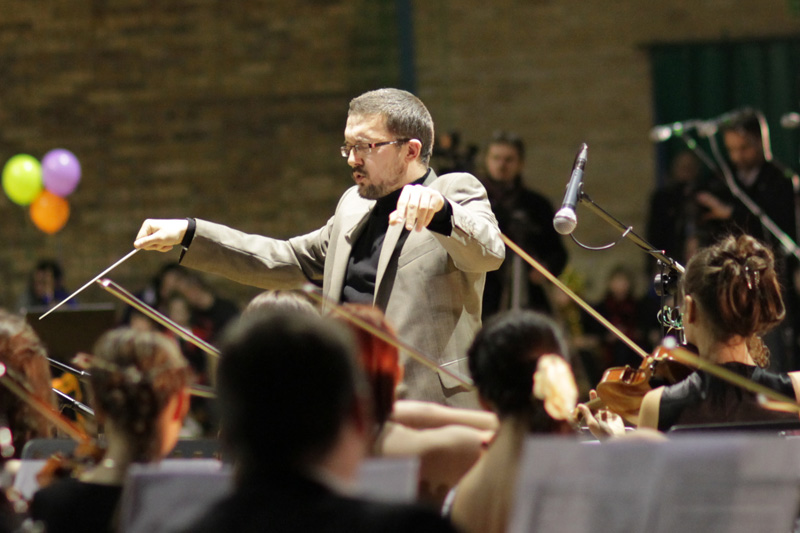
Aleksander Piechaczek – dyrygent

- 27 października 2018 - II Festiwal Chóralny w Łowiczu - laureat Srebrnego Dyplomu[3]
- 19 maja 2018 - VIII Przegląd Chórów w Kłodzku - Nagroda - Wyróżnienie w kategorii Zespoły Amatorskie
- 11 marca 2018 – V Międzynarodowy Festiwal Muzyki Pasyjnej w Szczecinie – laureat Srebrnego Pasma[4]
- 24 września 2017 – VI Festiwal Muzyki Chóralnej w Sławie – laureat Złotego Pasma oraz Nagrody za Najlepiej wykonany utwór polskiego kompozytora, za utwór "De Profundis" Aleksandra Piechaczka[5]
- 4 czerwca 2016 – Międzynarodowy Wrocławski Festiwal Chóralny „Vratislavia Sacra” – dyplom uczestnictwa[6]
- 7 listopada 2015 – XI Międzynarodowy Festiwal „Rybnicka Jesień Chóralna 2015” im. Mikołaja Henryka Góreckiego w Rybniku – laureat Srebrnego Dyplomu[7]
- 14 marca 2015 – VIII Ogólnopolski Przegląd Pieśni Pasyjnej i Wielkopostnej „Stabat Mater Dolorosa” w Olesznej – laureat I Miejsca
- 11 października 2014 – VI Ogólnopolski Festiwal Chórów „Silesia Cantat” w Głogowie – Nagroda za najlepiej wykonany utwór folklorystyczny[8]
- 5 października 2014 – III Festiwal Muzyki Chóralnej w Sławie – laureat III Miejsca[9]
- 22 września 2013 – II Festiwal Muzyki Chóralnej w Sławie – laureat III Miejsca[9]
- 6 kwietnia 2013 – Międzynarodowy Wrocławski Festiwal Chóralny „Vratislavia Sacra” – dyplom uczestnictwa[10]
- 13 października 2012 – V Ogólnopolski Festiwal Chórów „Silesia Cantat” w Głogowie – wyróżnienie
- 1 września 2012 – udział w otwarciu 47. Międzynarodowego Festiwalu Wratislavia Cantans pod batutą Paula McCreesh'a